# ホセ・アントニオ・エルミダ
ホセ・アントニオ・エルミダ・ラモス（José Antonio Hermida Ramos、1978年8月24日 - ）は、スペイン、プッチサルダー出身の自転車競技（マウンテンバイクレース、XC）選手。

## 主な戦歴
2001年
- UCIマウンテンバイクワールドカップ クロスカントリー(以下、XC)部門総合2位

2002年
- 欧州選手権・XC 優勝

2004年
- アテネオリンピック・XC 2位
- 欧州選手権・XC 優勝
- スペイン選手権・XC 優勝

2005年
- 世界選手権・XC 3位
- UCIマウンテンバイクワールドカップ  XC 総合2位

2006年
- UCIマウンテンバイクワールドカップ XC 総合3位

2007年
- UCIマウンテンバイクワールドカップ XC 総合2位
- 欧州選手権・XC 優勝
- スペイン選手権・シクロクロス 優勝

2008年
- スペイン選手権・シクロクロス 優勝
- UCIマウンテンバイクワールドカップ XC 総合3位

2009年
- UCIマウンテンバイクワールドカップ XC 総合2位

2010年
- 世界選手権・XC 優勝

2012年
- ロンドンオリンピック・クロスカントリー 4位

2013年
- 世界選手権・XC 3位